# Cyrtosia (djur)
Cyrtosia är ett släkte av tvåvingar. Cyrtosia ingår i familjen svävflugor.

## Bildgalleri

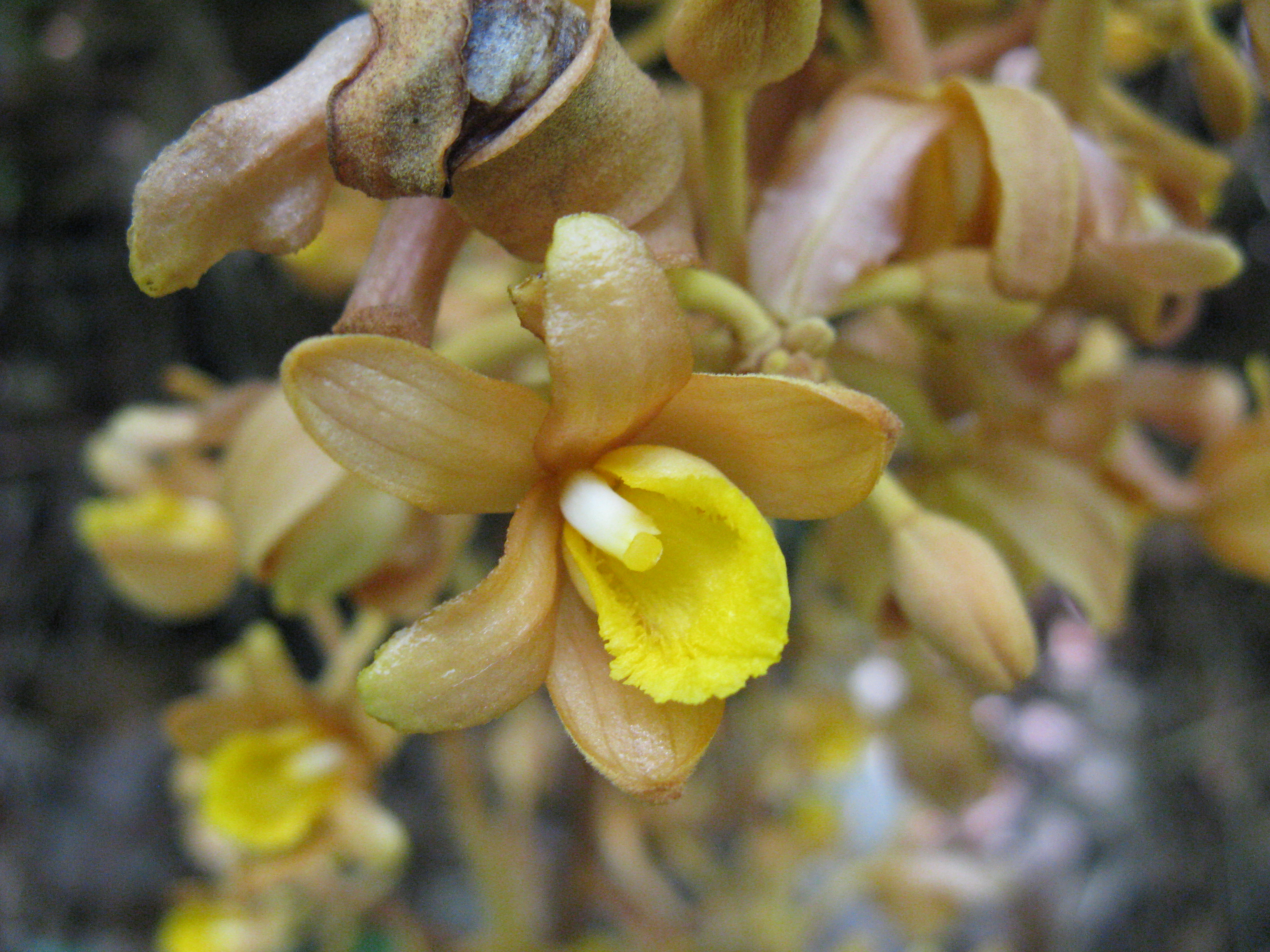

## Dottertaxa tillCyrtosia, i alfabetisk ordning[1]
- Cyrtosia abragi
- Cyrtosia aglota
- Cyrtosia arabica
- Cyrtosia canariensis
- Cyrtosia chongorica
- Cyrtosia cinerascens
- Cyrtosia flavorufa
- Cyrtosia geniculata
- Cyrtosia gulperii
- Cyrtosia injii
- Cyrtosia jeanneli
- Cyrtosia luteiventris
- Cyrtosia marginata
- Cyrtosia meridionalis
- Cyrtosia namaquensis
- Cyrtosia nigrescens
- Cyrtosia nitidissima
- Cyrtosia nubila
- Cyrtosia obscuripes
- Cyrtosia occidentalis
- Cyrtosia opaca
- Cyrtosia pallipes
- Cyrtosia panemplio
- Cyrtosia perfecta
- Cyrtosia pruinosula
- Cyrtosia pusilla
- Cyrtosia separata
- Cyrtosia serena
- Cyrtosia stuckenbergi
- Cyrtosia subnitens
- Cyrtosia tetragramma
- Cyrtosia zygophrys